# Фалкън-1
Фалкън-1 (на английски: Falcon 1) представлява космическа ракета-носител, разработена от частната американската компания SpaceX. Тя е частично ракета за многократно използване, първата степен, на която след отделянето си се приводнява в океана и може да се използва отново. Първите три изстрелвания на Фалкън-1 завършват с неуспех, като първата степен е била силно повредена. Четвъртото изстрелване на 28 септември 2008 г. е успешно, с което Фалкън-1 става първата частно-финансирана космическа ракета извършила полет в околоземното пространство. След петия полет ракетата е изведена от употреба, като нейното място заема нейната надградена версия Фалкън-1е.

## Полети
| Полет № | Дата и час (GMT)         | Товар       | Клиент                         | Резултат | Бележки |
| ------- | ------------------------ | ----------- | ------------------------------ | -------- | --- |
| 1       | 24 март 2006, 22:30      | FalconSAT-2 | DARPA                          | Неуспех  | Проблем с двигателя при T+25 секунди Загуба на ракетата и товара |
| 2       | 21 март 2007, 01:10      | DemoSat     | DARPA                          | Неуспех  | Успешна работа на първата степен и преминаване към втората, максимална височина 289 km Хармонична осцилация при T+5 минути Предварително спиране на двигателя при T+7 мин 30 с Не достига орбита Първата степен се разбива |
| 3       | 3 август 2008, 03:34     | Trailblazer | Operationally Responsive Space | Неуспех  | Сблъсък между първата и втората степен поради остатъчна тяга в първата степен |
| 3       | 3 август 2008, 03:34     | PRESat      | NASA                           | Неуспех  | Сблъсък между първата и втората степен поради остатъчна тяга в първата степен |
| 3       | 3 август 2008, 03:34     | NanoSail-D  | NASA                           | Неуспех  | Сблъсък между първата и втората степен поради остатъчна тяга в първата степен |
| 3       | 3 август 2008, 03:34     | Explorers   | Celestis                       | Неуспех  | Сблъсък между първата и втората степен поради остатъчна тяга в първата степен |
| 4       | 28 септември 2008, 23:15 | RatSat      | SpaceX                         | Успех    | Първоначално насрочен за 23 – 25 септември, носи симулиран товар – 165 kg (първоначално е предвидено да е RazakSAT) |
| 5       | 14 юли 2009 03:35        | RazakSAT    | Astronautic Technology Sdn Bhd | Успех    | |